# Chitonaster felli
Chitonaster felli is een zeester uit de familie Goniasteridae.
De wetenschappelijke naam van de soort werd in 1971 gepubliceerd door Helen E.S. Clark.